# Aceria fraxiniflora

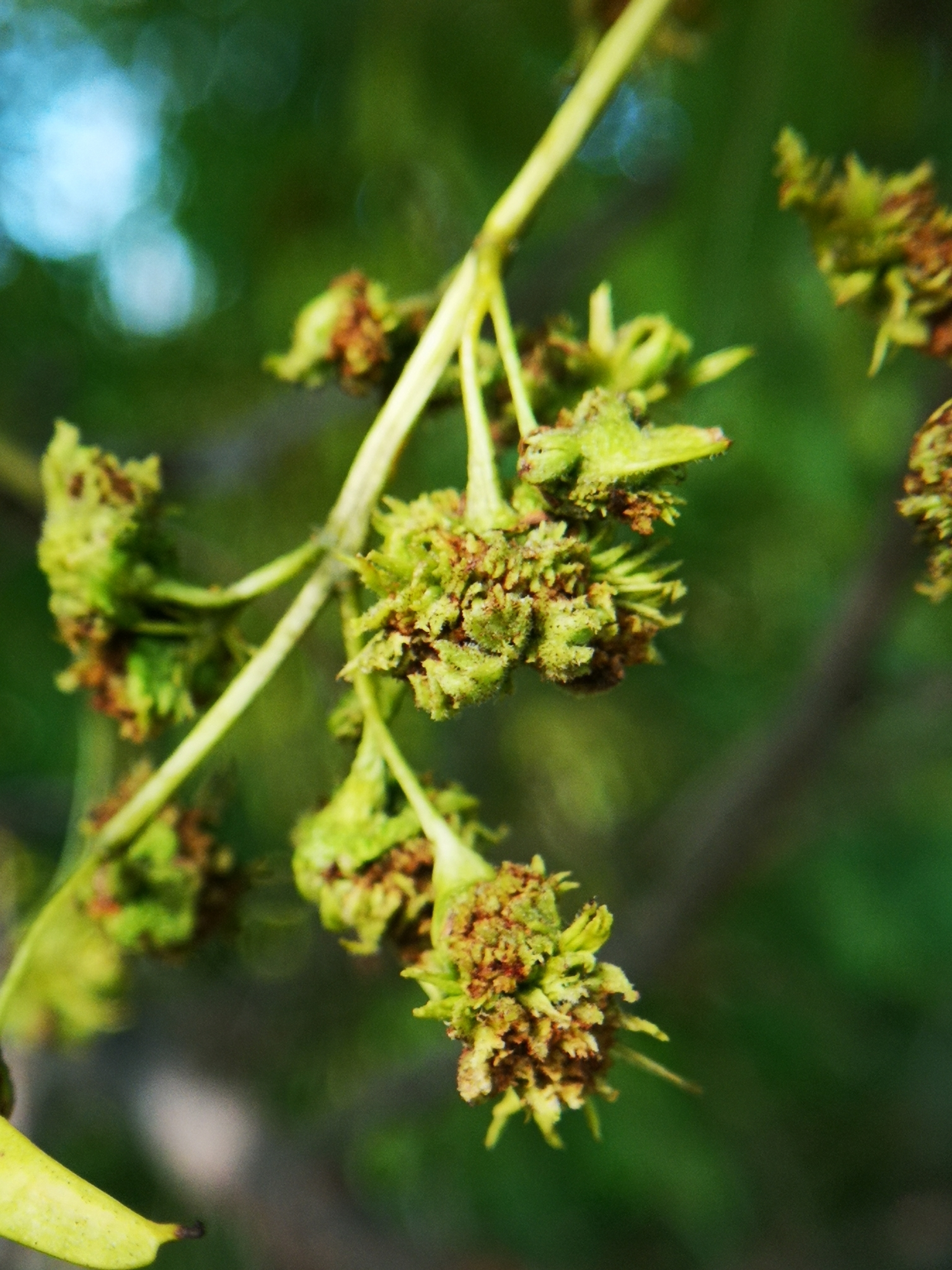
Galasy tworzone przez Aceria fraxiniflora

Aceria fraxiniflora (Felt 1906) – gatunek roztocza z nadrodziny szpecieli. Tworzy galasy na jesionach, głównie jesionie pensylwańskim i jesionie amerykańskim. 

## Taksonomia
Gatunek po raz pierwszy opisał Felt w 1906 roku pod nazwą Eriophyes fraxiniflora, podając jako miejsce typowe Brooklyn. Jego opis nie dotyczył jednak samych zwierząt, a jedynie ich galasów na niesprecyzowanym gatunku jesionu. Z tego względu nazwa ta funkcjonowała jako nomen nudum. W 1967 roku C.C. Hall, jr opisał Aceria nimia, który później został uznany za synonim A. fraxiniflora. Niektórzy badacze przez większość historii uważali ten gatunek za geograficzną odmianę Aceria fraxinivora. Z kolei niektóre opisy pod tą nazwą mogą w rzeczywistości dotyczyć także Aceria fraxini. Nowy opis diagnostyczny na podstawie osobników zebranych z jesionu pensylwańskiego w Békésszentandrás (Węgry) i amerykańskiego w Terre Haute (Stany Zjednoczone), wraz ze wskazaniem różnic wobec A. fraxinivora wykonał w 2019 roku zespół Mártona Kordy.

## Morfologia
Dorosłe samice i nimfy mają kształt robakowaty z dwiema parami odnóży krocznych. Barwa ciała biała lub bladożółta, u dorosłych może wpadać w odcień ochry. 
Dorosłe samice mają ciało o długości ok. 180–250 μm (przeciętnie 216 μm) i  średnicy ok. 50 μm. Gnatosoma o długości ok. 19 μm skierowana ku dołowi. Szczękoczułki o długości ok. 17 μm. Tarczka prodorsalna półkolista o szerokości  26–40 μm. Na jej wzór składają się dwie stosunkowo blade linie dośrodkowe (admedialne) rozchodzące się ku przodowi, szerzej rozdzielone na ⅓ długości oraz znajdujących się pomiędzy nimi na kształt litery V dwóch łukowato wygiętych linii poprzecznych. Brak linii środkowej (medialnej). Wzór jest zmienny między osobnikami, często blady, czasem niemal niezauważalny. Pierwsze (przednie) odnóże kroczne ma długość ok. 28 μm, drugie (tylne) ok. 25 μm. Grzbietowych półpierścieni opistosomy jest nieco więcej (przeciętnie 77) niż brzusznych (przeciętnie 70). Brzuszne półpierścienie guzkowane. Ostatnie 4-5 grzbietowych i ostatnie 6–7 brzusznych pierścieni z mikroguzkami. Płytka genitalna o wymiarach ok. 15×19 μm. 

## Biologia i ekologia
Roślinami żywicielskimi są różne gatunki jesionu – jesion pensylwański i amerykański. Żerując na ich kwiatach i owocach powoduje powstawanie kulistych, gąbczastych galasów deformujących całe kwiatostany, które pęcznieją. Pojedynczy galas ma około 1 cm średnicy.
Aceria fraxiniflora jest jedynym oprócz Aceria fraxinivora znanym gatunkiem szpeciela żerującym na kwiatach i owocach jesionu, a nie na liściach.
Zasięg tego gatunku związany jest z występowaniem północnoamerykańskich gatunków żywicielskich. W Europie po raz pierwszy stwierdzono go na Węgrzech w 2017 roku. W ciągu kilku lat potwierdzono występowanie w środkowej Europie od Czech po Serbię. 
Ze względu na związek znany jedynie z jesionami o amerykańskim pochodzeniu rozważane jest wykorzystanie tego gatunku do ograniczania inwazji jesionu pensylwańskiego w Europie.